# E961
La ruta europea E961 és una carretera que forma part de la Xarxa de carreteres europees. Comença a Trípoli (Grècia) i finalitza a Gítion (Grècia). Té una longitud de 100 km. Té una orientació de nord a sud.